# Parafia Najświętszego Serca Pana Jezusa w Lachowiczach
Parafia Najświętszego Serca Pana Jezusa w Lachowiczach – rzymskokatolicka parafia znajdująca się w diecezji pińskiej, w dekanacie lachowickim, na Białorusi.

## Historia
Kościół w Lachowiczach ufundował w 1602 hetman polny litewski Jan Karol Chodkiewicz. W wyniku represji popowstaniowych kościół zamieniono na cerkiew prawosławną, a parafię zlikwidowano. Świątynia nigdy nie została zwrócona katolikom. Służyła jako cerkiew do jej zamknięcia przez komunistów po II wojnie światowej. W latach 60. XX w. budynek wyburzono. Dawniej uważano, że w kościele spoczywa Tadeusz Rejtan, jednak w latach międzywojennych obalono to przepuszczenie.
Na początku XX w. wybudowano nowy kościół katolicki pw. św. Józefa. Jego głównym fundatorem był Józef Reytan. Po II wojnie światowej świątynia została znacjonalizowana przez komunistów i przebudowana na przychodnię lekarską, która mieści się w niej do dzisiaj.
Po upadku Związku Sowieckiego, w latach 90. XX w. wybudowano nowy kościół katolicki w miejscu, gdzie stał kościół Podwyższenia Krzyża Świętego z 1602.

## Bibliografia

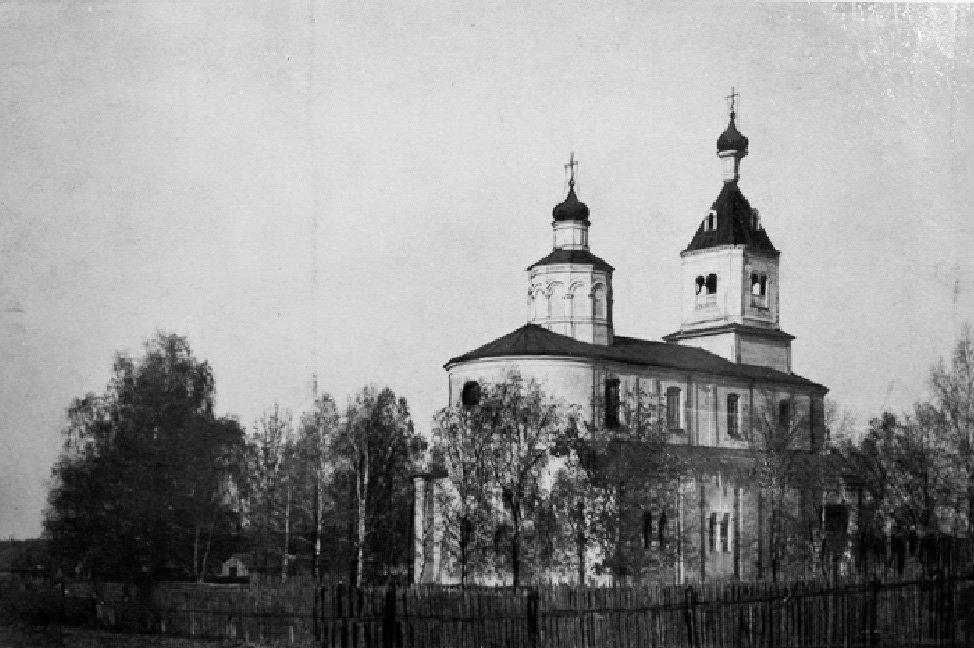
Kościół Podwyższenia Krzyża Świętego z 1602, po powstaniu styczniowym cerkiew prawosławna, wyburzony przez komunistów w latach 60. XX w.